# 去日本化

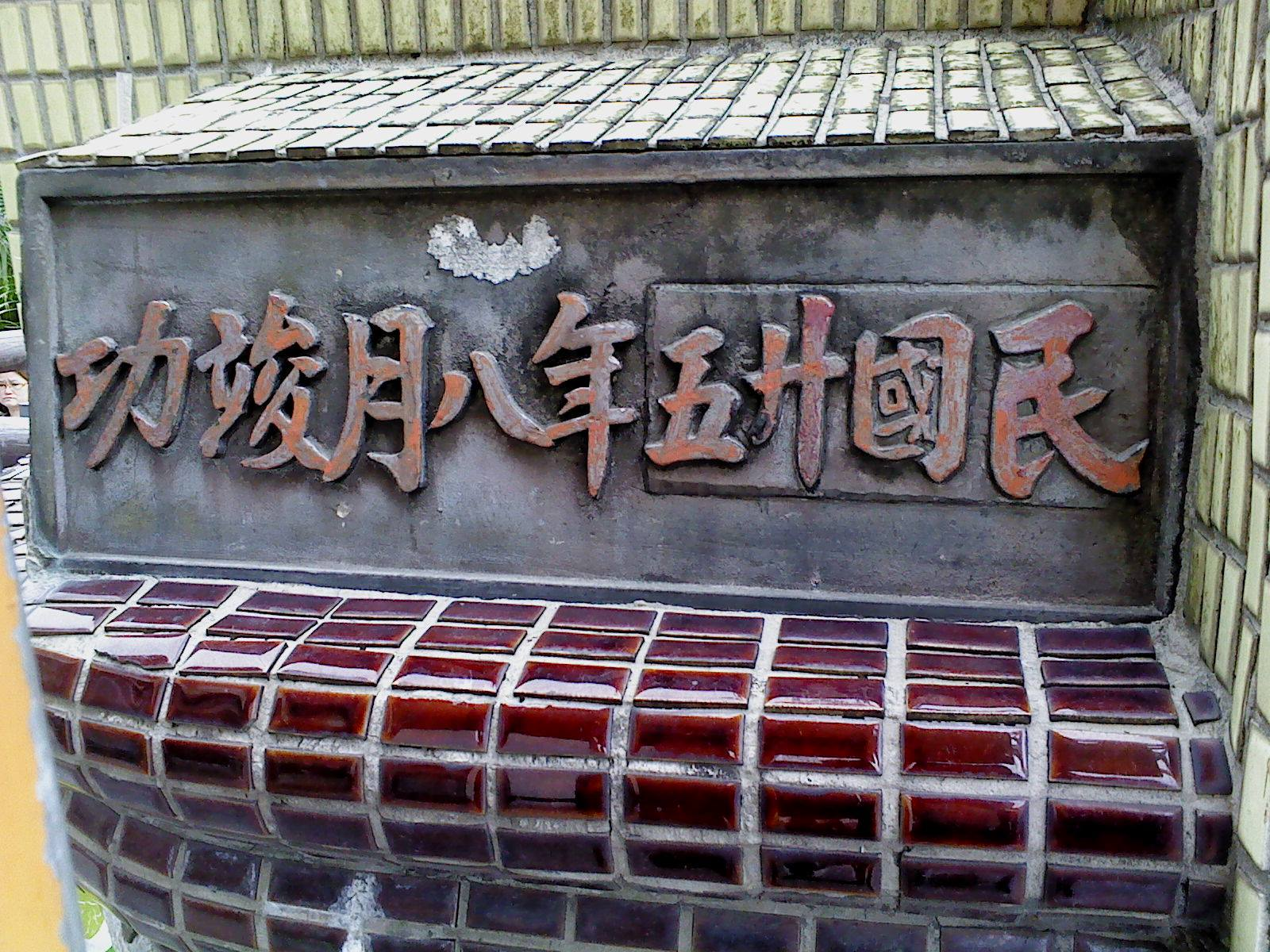
台灣碧潭吊橋的原「昭和十二」字樣以「民國廿五」代之，並遺留挖填的痕跡

去日本化，是去殖民地化的一種方式，將曾由日本殖民的地區，在第二次世界大戰結束後，推行的各項復興在地文化的運動，其主旨在於去除日本文化的遺留，發揚本地文化。例如1945年中華民國政府接管台灣後，在台灣推行的一系列去除台灣日治時期遺留的日本文化之運動，在台灣又稱為去皇民化。

## 背景
1895年，馬關條約中，清朝將台灣省割給日本，成為日本殖民地。大正年間，日本興內地延長主義，1914年，板垣退助將這個思潮帶到台灣，台灣總督府的施政方向，將台灣視為日本的一體。1936年，台灣總督府在台灣推行皇民化運動，強制將台灣人改造為日本國民。1941年更鼓勵台灣人的姓氏改為日本姓氏。
1945年，日本宣布投降，中華民國國民政府接管台灣。國民政府認為台灣人在之前所受的是殖民地教育，必須矯正。

## 歷史
1945年3月23日，頒布《台灣接管計畫綱要》，在綱要中揭明施政的首要目標，為「增強民族意識，去除奴化思想」，具體措施包括教科書使用國定本或審定本，推行國語運動等。
9月7日，頒布《台灣省行政長官公署組織條例》，採取軍政一元化，由陳儀兼任任台灣省行政長官公署行政長官與台灣警備總司令。不採用中國各省所採行的省政府委員合議制。行政長官擁有絕對的立法權，中央法令要經由行政長官簽署後才能在台灣施行。
10月24日，陳儀抵達台灣。12月31日，陳儀發表談話，以政治、經濟、心理三大建設為施政方向，心理建設又稱文化建設，即是中華文化重建工作。
1947年，爆發二二八事件，國民政府增援大軍抵台鎮壓。在事件平息後，將台灣省行政長官公署改組為台灣省政府，此後政府繼續去日本化。
1948年，創辦《國語日報》作為在中小學中推行國語之用。
1949年，陳誠出任台灣省政府主席兼任台灣警備總司令，陸續推動三七五減租等措施。同年，蔣中正與中華民國政府撤退至台灣。
1951年，爲了促進本外省籍族群融合，中華民國教育部下令在各級學校中，禁止使用國語之外的語言，其禁令擴及台語，客語等語言，也包括台灣山胞平胞（原住民族）的語言，如布農語，泰雅語等。此時，台灣省（不包括金馬和大陳）去日本化被擴及到限制本土文化及其外省人方言的發展運用。
1960年代，經過推廣國民教育與國語運動，在台灣使用日文的族群變小，政府的文化施政方向不再強調去日本化，改而強調中華文化的正統性。
1974年2月25日，中華民國內政部發布《清除臺灣日據時代表現日本帝國主義優越感之殖民統治紀念遺跡要點》。

## 結果
台語、客家語乃至於原住民各族語言仍保有大量出自日文的辭彙，持續被民間沿用至今（就連二戰後推行的華語也開始受到這些日文詞彙的影響）。許多日語歌曲仍被民間所傳唱。解嚴後隨著台灣主體意識的興起、社會的開放、對日本統治時期的再度評價，以及日本流行文化的傳入，目前日語是台灣人首選的第二外國語。再加上政治因素，現今台灣社會反而又再度興起欣賞日本文化的潮流，對中國的認同逐年滑落。
此外，不同二戰後拆除日治時代房舍的朝鮮半島，台灣在解嚴後有部份的縣市政府開始整修或維護留存下來的日治時代的古蹟，有些甚至變成縣市的象徵性建築（如台中市的湖心亭即為一例）。

## 後續
2008年，馬英九總統執政後，開始推行臺灣高中歷史課綱微調案，其中有關日本部份如「日本統治時期」則改為「日本殖民統治時期」。時任教育部長蔣偉寧對此表示：「完全沒有去台灣化，去日本化倒是有一點」。2014年2月6日，當時的教育部長主任秘書王作台，對於課綱微調案受訪時皆表示，過去歷史課綱被質疑有美化日本殖民統治之嫌，這次修改採取「中立」描述，對日本殖民統治功過並述。引起爭議，實行遭到反對和阻撓。

## 日占時期遺留建築物
台灣在二次大戰後有部份的縣市有留存下來的日治時代的古蹟。

## 其他地区的去日本化

### 韓國
韩国在二战结束，大韩民国建立之后，也积极推动许多去除日本化的政策，例如韓国政府拆除在日本殖民時期興建的原朝鮮总督府。

### 新加坡
新加坡在日據時期曾更名為「昭南島」，此名在日本投降後被廢棄。當時被改名為「昭南博物館」的博物館，戰後也改名為「新加坡歷史博物館」。日軍在麦里芝蓄水池建立的昭南神社亦在日本投降後于1945年8月被拆除。位于牛车水的「日本街」也因为人民反日情緒高漲而令市議會将之改为「文達街」。

## 註解
1. ↑  或稱接收台灣、光復台灣、佔領台灣